# نادي أرخيلاوس كيترينس لكرة اليد
نادي أرخيلاوس كيترينس لكرة اليد هو نادي كرة يد في اليونان تأسس في سنة 1956. يلعب في الدوري اليوناني لكرة اليد. تبلغ سعة ملعبه 800 متفرجا.